# Memotech MTX
 (septembre 2020).
Si vous disposez d'ouvrages ou d'articles de référence ou si vous connaissez des sites web de qualité traitant du thème abordé ici, merci de compléter l'article en donnant les références utiles à sa vérifiabilité et en les liant à la section « Notes et références ».
Pour les articles homonymes, voir Memotech.
Les Memotech MTX500, MTX512 et RS128 sont une série d'ordinateurs personnels équipés d'un processeur Zilog Z80A, commercialisés par Memotech en 1983 et 1984. Ils étaient techniquement similaires aux ordinateurs MSX, mais n'étaient pas compatibles. 

## Conception
Le MTX500 avait 32 Ko de RAM, le MTX512 en avait 64 Ko, et le RS128 en avait 128 Ko. Bien que le Z80A ne puisse traiter qu'un maximum de 64 Ko à la fois, la mémoire supplémentaire du MTX et du RS128, jusqu'à un maximum de 768 Ko, était accessible via la technique de changement de page. Tous les modèles avaient 24 Ko de ROM accessibles dans les 16 premiers Ko d'espace d'adressage. Les 8 Ko supplémentaires de ROM étaient disponibles via le changement de page. La ROM pouvait être entièrement désactivé, ce qui permettait d'utiliser l'espace d'adressage complet de 16 bits pour la RAM. 
Les ordinateurs étaient dotés d'un boîtier entièrement en aluminium et un clavier de taille normale avec de vraies touches (contrairement au clavier chiclet utilisé sur le Sinclair ZX Spectrum). En plus de l'interprète de langage BASIC standard (pour l'époque), il comprenait d'autres logiciels : 
- Un assembleur intégré
- Un désassembleur / débogueur intégré appelé Panel
- Un précurseur d'HyperCard appelé Noddy
- Prise en charge du fenêtrage rudimentaire en BASIC

Les ordinateurs étaient également compatibles avec les cartouches ROM enfichables (un peu comme le BBC Micro).  La plus populaire d'entre elles était le langage ISO[Quoi ?] Pascal de HiSoft[Lequel ?] qui était beaucoup plus rapide que le BASIC interprété. Un ajout significatif à tout système Memotech était le très couteux[non neutre] système FDX qui ajoutait des lecteurs de disquette 5¼″, des disques durs Winchester et le système d'exploitation CP / M 2.2. Un moniteur CGA marqué Memotech a également été mis à disposition au moment du lancement du FDX. 

## Dans la culture populaire
Le MTX512 a fait une apparition cinématographique mineure dans le film Weird Science en tant qu'ordinateur que les deux personnages principaux masculins utilisaient pour pirater l'ordinateur central du Pentagone.